# Cuarteto de cuerda n.º 1 (Smetana)

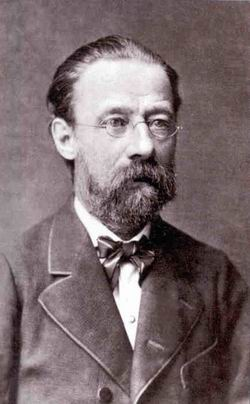
Smetana en 1878

El Cuarteto de cuerda n.º 1 ("De mi vida" , en checo: "Z mého života" ) en mi menor, escrito en 1876, es una composición de cámara romántica de cuatro movimientos del compositor checo Bedřich Smetana . 

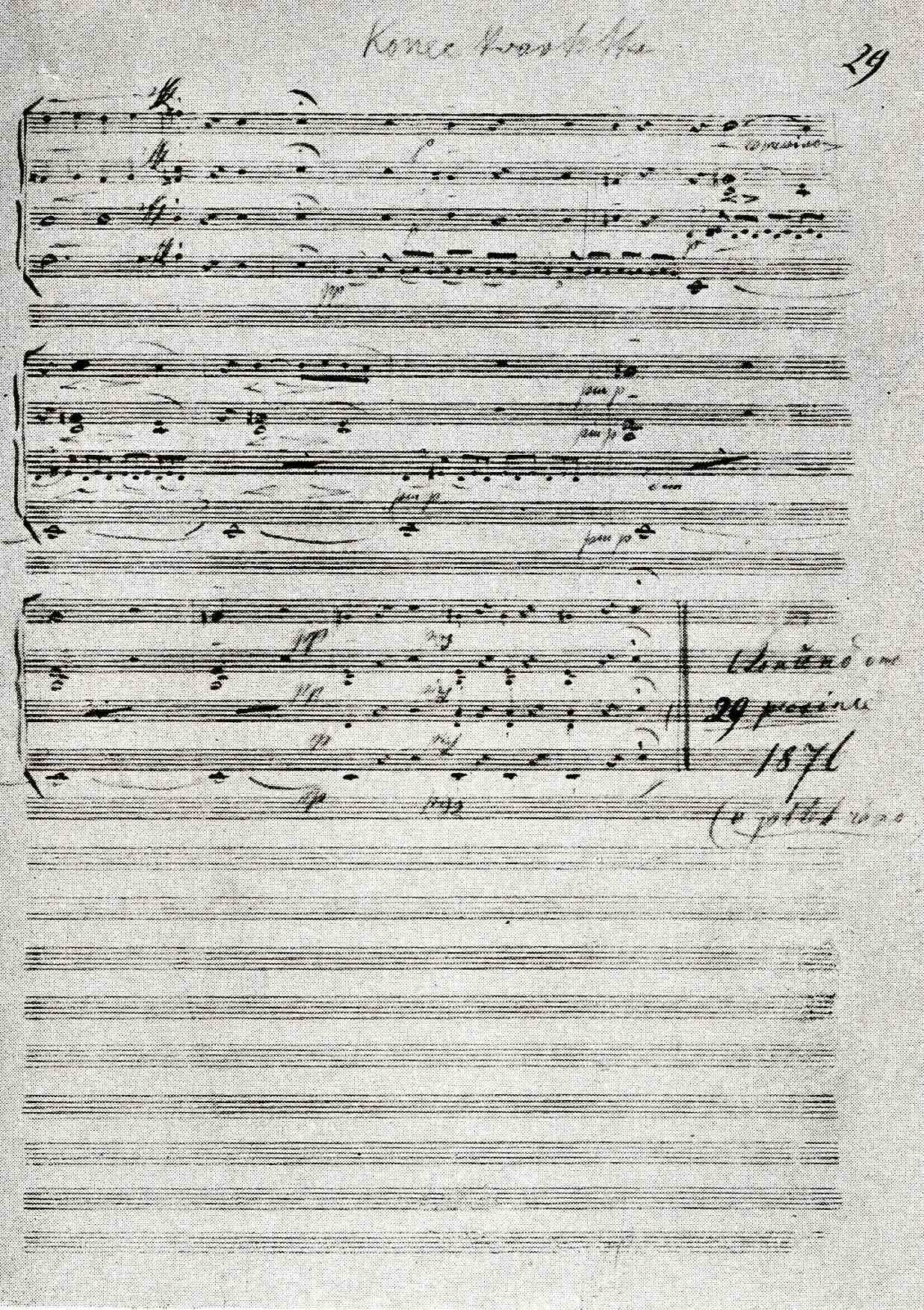
La última página de la partitura autógrafa del primer cuarteto de cuerda de Smetana.

## Trasfondo
Después de quedarse sordo, Smetana se mudó en 1876 de Praga a Jabkenice.  Todavía esperaba que la pérdida auditiva no fuera permanente. En el otoño de ese año, comenzó a componer una nueva obra. Era su confesión íntima, una obra que describía el curso de su vida, "... usando cuatro instrumentos que hablan entre ellos en algo así como un círculo amistoso".     
Completó la composición el 29 de diciembre de 1876. En una carta a su amigo Josef Srb-Debrnov, Smetana formuló la concepción ideológica de la obra y las características de los movimientos individuales. 
Se le dio un estreno privado en 1878 en Praga, con Antonín Dvořák como viola, y su estreno público tuvo lugar el 29 de marzo de 1879, realizado por Ferdinand Lachner, Jan Pelikán, Josef Krehan y Alois Neruda.
El trabajo es semiautobiográfico y consiste en bocetos de períodos de la vida de Smetana, como lo sugiere su subtítulo Z mého života ("De mi vida"). Sus características notables incluyen un solo de viola prominente al comienzo del primer movimiento y una nota armónica alta y sostenida en el primer violín en el último movimiento, que representa el zumbido en sus oídos que presagiaba la sordera de Smetana. 
La obra fue publicada en 1880 por Fr. Urbánek en Praga.

## Estructura
El ciclo consta de cuatro movimientos : 
1. Allegro vivo appassionato
2. Allegro moderato à la Polka
3. Largo sostenuto
4. Vivace

El primer movimiento es una expresión de los ideales románticos del compositor en la vida y en su música. En el segundo movimiento, el estilo polka recuerda recuerdos felices y convivenciales de su juventud. El tercer movimiento es de gran profundidad emocional, un canto al amor, que trasciende las adversidades del destino y encuentra la armonía en la vida. En el último movimiento, el compositor describe el viaje que le condujo a una comprensión de la verdadera esencia del arte nacional, solo para ser interrumpido por la catástrofe de su sordera incipiente. El final es casi resignado, con solo un pequeño rayo de esperanza para un futuro mejor.

## Uso en una película
La dramática apertura del primer movimiento se presentó en la película Sneakers de 1992 en un concierto al que asisten los personajes. La solista de viola que aparece en la apertura es Victoria Miskolczy, la viola principal asociada de la Orquesta de Cámara de Los Ángeles.     

## Partitura
- Bedřich Smetana: Quartetto I. Mi minore. Z mého života. Partitura.  Praga: Editio Supraphon, 1991.  S 7676. ISBN 80-7058-286-3